# Christmas Tree
"Christmas Tree" je pjesma američke pjevačice Lady Gage. Objavljena je 16. prosinca 2008. godine za digitalno preuzimanje. U pjesmi gostuje francuski DJ i producent Space Cowboy. Pjesmu su napisali Lady Gaga i Rob Fusari, a producenti su Martin Kierszenbaum i Space Cowboy.

## Uspjeh pjesme
Zbog velikog broja digitalnih preuzimanja, pjesma "Christmas Tree" plasirala se na 79. poziciji kanadske ljestvice singlova Canadian Hot 100.

## Popis pjesama
Digitalni download
1. "Christmas Tree" (feat. Space Cowboy) – 2:22

## Ljestvice
| Ljestvice (2008.) | Najviša pozicija |
| ----------------- | ---------------- |
| Kanada            | 79               |

## Povijest objavljivanja
| Država | Datum              | Format             |
| ------ | ------------------ | ------------------ |
| SAD    | 16. prosinca 2008. | digitalni download |
| Kanada | 16. prosinca 2008. | digitalni download |